# Pomacentrus baenschi
Pomacentrus baenschi là một loài cá biển thuộc chi Pomacentrus trong họ Cá thia. Loài này được mô tả lần đầu tiên vào năm 1991.

## Từ nguyên
Từ định danh được đặt theo tên của Hans A. Baensch (1941 – 2016), người xuất bản và là bạn của tác giả Gerald R. Allen, vì sự quan tâm của Baensch đối với những nghiên cứu ngư học của Allen, và Baensch cũng đã giúp Allen xuất bản cuốn sách có mô tả về loài cá này.

## Phạm vi phân bố và môi trường sống
P. baenschi được ghi nhận dọc theo đường bờ biển Đông Phi, từ Kenya trải dài đến Mozambique, và quần đảo Comoro ở xa bờ. P. baenschi sống tập trung gần những rạn san hô viền bờ ở độ sâu đến 20 m.

## Mô tả
Chiều dài lớn nhất được ghi nhận ở P. baenschi là 10 cm.
Số gai ở vây lưng: 13; Số tia vây ở vây lưng: 14–15; Số gai ở vây hậu môn: 2; Số tia vây ở vây hậu môn: 14–15; Số gai ở vây bụng: 1; Số tia vây ở vây bụng: 5.

## Sinh thái học
Thức ăn của P. baenschi bao gồm tảo và các loài động vật phù du. Cá đực có tập tính bảo vệ và chăm sóc trứng.